# جسر القانوني

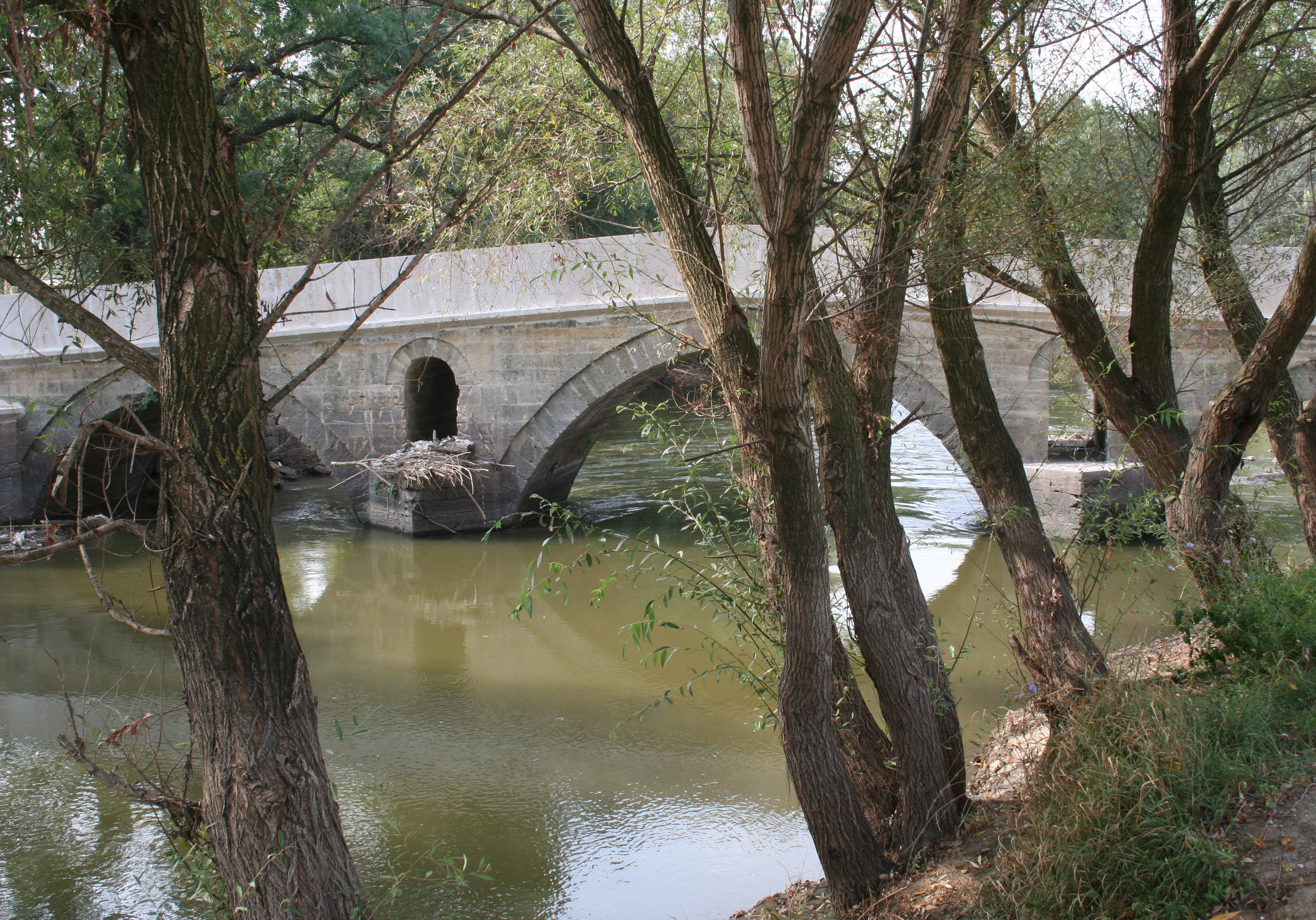
نهر تونكا

جسر القانوني هو جسر عثماني تاريخي في مدينة أدرنة بتركيا، يعبر نهر تونكا ويربط قصر أدرنة بالمدينة.

## التسمية
سمي نسبة إلى السلطان سليمان القانوني الذي حكم فترة ( 1520–1566 )، المعروف باللغة التركية بلقب "المشرع" ( قانوني )، الذي أمر ببنائه.

## التاريخ

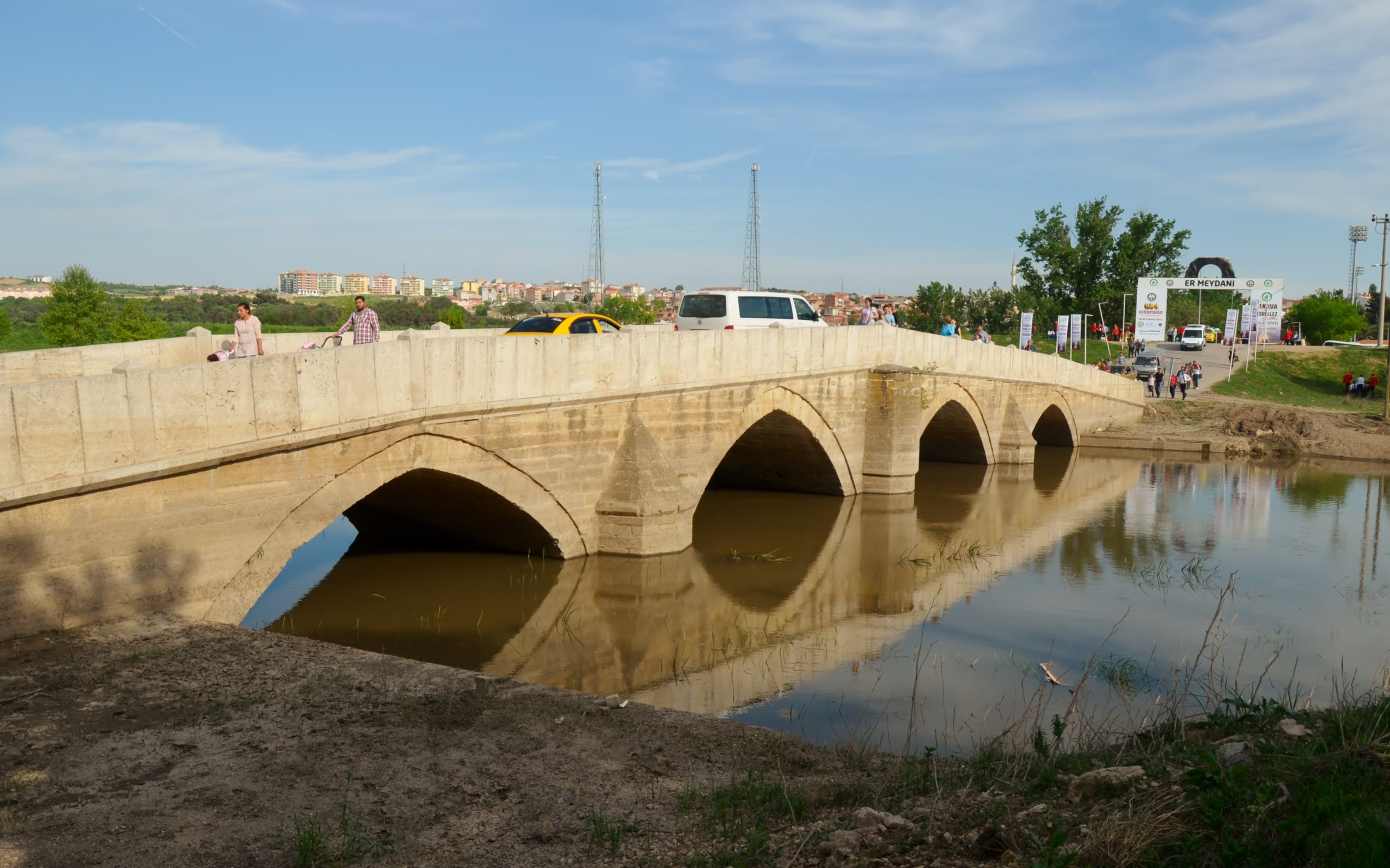
جسر سليمان القانوني

بني الجسر عام 1554 من قبل المهندس المعماري العثماني معمار سنان، ويبلغ طوله 60 متراً، وعرضه 4.50 مترًا، وله أربعة أقواس.